# Så som sädeskornet
Så som sädeskornet är en psalm med text skriven 1977 av Ivar Lundgren och musik skriven 1987 av Owe Lidbrandt.

## Publicerad i
- Segertoner 1988 som nr 408 under rubriken "Den kristna gemenskapen - Nattvarden".[1]